# مارک واترز
مارک واترز (انگلیسی: Mark Watters؛ زادهٔ ۲۵ مه ۱۹۵۵) یک موسیقی‌دان اهل ایالات متحده آمریکا است.

## بخشی از فیلمشناسی
- پبل و پنگوئن
- جستجو برای کملوت
- تام سایر
- بازگشت جعفر
- علاءالدین و شاه دزدان